# Phocoenoides dalli
Il focenoide (Phocoenoides dalli) o focena di Dall è una specie di focena, un cetaceo che negli anni settanta attrasse l'attenzione di tutto il mondo. Per la prima volta venne reso noto al pubblico che ogni anno nelle reti per la pesca dei salmoni morivano migliaia di focenoidi e di altri cetacei catturati accidentalmente dalle reti.
Il focenoide è il solo membro del genere Phocoenoides. Il suo nome commemora il naturalista statunitense W.H. Dall.

## Descrizione fisica
La caratteristica forma del corpo del focenoide lo rende facilmente distinguibile dalle altre specie di cetacei. Questo animale ha un corpo molto robusto e una testa piccola. La colorazione è piuttosto simile a quella dell'orca - la maggior parte del corpo di questa focena va dal grigio molto scuro al nero con una macchia bianca molto marcata sul fianco che comincia poco dopo le natatoie, che sono piccole e vicine alla testa. La pinna dorsale è situata proprio al centro del dorso e punta verso l'alto. La parte superiore della pinna dorsale varia dal bianco al grigio chiaro. La coda ha una colorazione simile. Negli adulti la coda è rivolta all'indietro, verso il corpo dell'animale, altro aspetto caratteristico. È più grande delle altre focene, raggiungendo i 230 cm di lunghezza e i 130-200 kg di peso. Vivono fino a 15 anni.

## Popolazione e distribuzione
Sono state identificate due forme morfologiche dai colori ben definiti - la forma dalli e la forma truei. La forma dalli è più diffusa, avendo un areale che attraversa l'oceano Pacifico settentrionale dalla California meridionale al Giappone meridionale (comprendendo il mar del Giappone a sud e il mare di Bering a nord). La forma truei è più ristretta, occupando un'area più piccola del Pacifico nordoccidentale a nord e a est del Giappone. Questa specie differisce dalle altre focene in quanto preferisce le acque profonde e l'oceano aperto. Si ritrova generalmente vicino alla costa. In questo caso, risiede spesso vicino ai profondi canyon sottomarini. Si crede che la popolazione sia comune nella maggior parte del suo areale e, sebbene non esistano stime precise (i censimenti vengono resi difficoltosi dalla propensione di queste focene ad avvicinarsi alle imbarcazioni), la popolazione globale si calcola in centinaia di migliaia. La concentrazione più grande si ha forse nel mare di Okhotsk.

## Comportamento

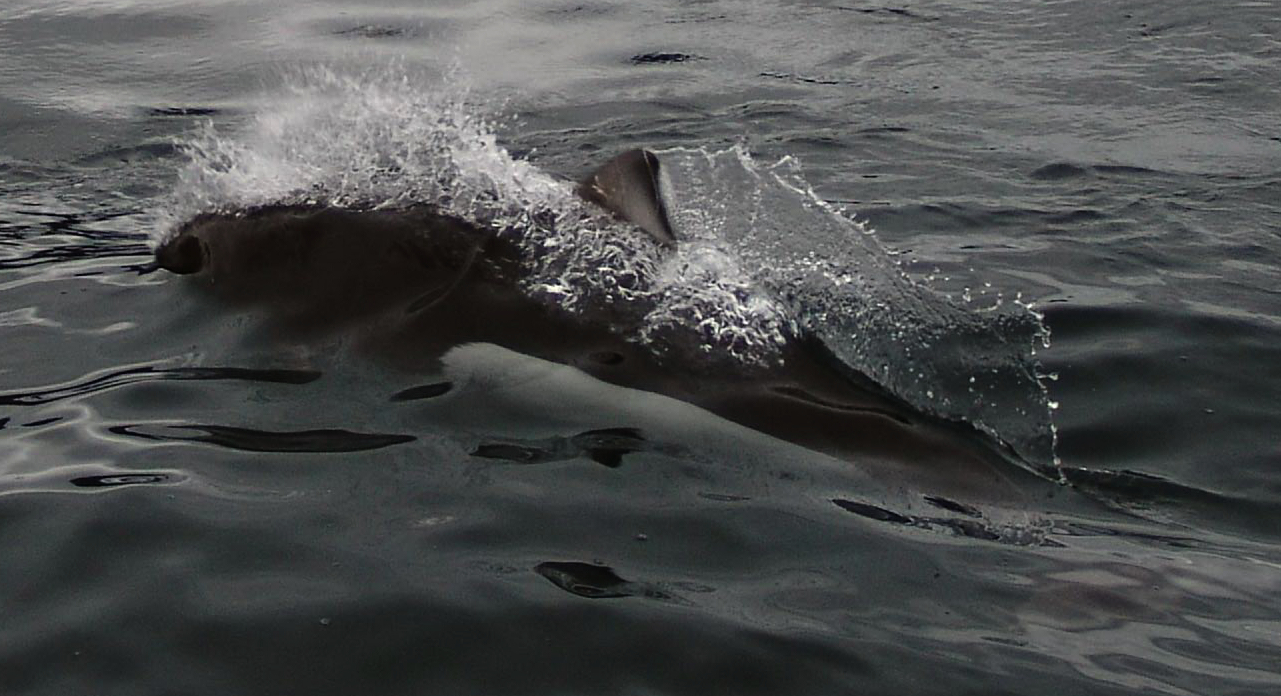
Focenoide nello stretto del Principe Guglielmo, Alaska, USA

I focenoidi sono creature molto attive. Nuotano spesso a zig zag a grande velocità sulla superficie dell'acqua o appena sotto di essa creando uno spruzzo noto come "coda di gallo". Appaiono e scompaiono quasi improvvisamente. Più veloci di tutti i piccoli cetacei, e avvicinandosi quasi alla velocità della più robusta orca, i focenoidi possono nuotare a 55 km/h. Queste focene si avvicinano alle imbarcazioni e nuotano nelle onde di prua e di poppa, ma perdono interesse se l'imbarcazione si muove piuttosto lentamente.
I focenoidi appaiono in piccoli gruppi (di circa 2-10 esemplari). I gruppi non sembrano essere uniti e si aggregano insieme quando c'è maggiore quantità di cibo. In occasioni molto rare sono stati visti allo stesso tempo un migliaio o più di esemplari. Si nutrono di una grande varietà di pesci e di cefalopodi. I banchi di pesci come aringhe, acciughe e sgombri rappresentano una fonte di nutrimento comune. Allo stesso tempo, il focenoide è preda dell'orca, l'unico predatore abbastanza veloce da poterlo cacciare.

## Ibridi
Baird ed altri (1998), determinando la sequenza del DNA, scoprirono che un feto trovato in Columbia Britannica era un ibrido intergenerico di un focenoide e di una focena comune. Questi ibridi non sono rari - sono all'origine di alcuni focenoidi dal colore atipico che nuotano nelle acque al largo della costa dell'isola di Vancouver.

## Conservazione

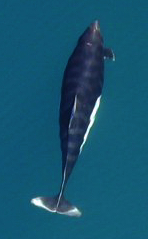
Phocoenoides dalli

Molti focenoidi ogni anno rimangono uccisi accidentalmente nelle reti da pesca. Una seria causa di rischio è la caccia con l'arpione effettuata dai cacciatori giapponesi. Il numero di focene uccise ogni anno è aumentato drasticamente in seguito all'introduzione a metà degli anni ottanta della moratoria sulla caccia ai cetacei più grandi. Il maggior numero di uccisioni, 40.000, si è avuto nel 1988. Ora è operativa una quota di 18.000 individui all'anno. Comunque, resta il rischio che questo numero sia sufficiente ad annientare la popolazione del Pacifico occidentale.